# Virgen María en la Iglesia católica
La Virgen María en la Iglesia católica es reconocida y venerada como Madre de Jesús y Madre de Dios. La Iglesia propone a María como modelo de obediencia, en contraste con la desobediencia de Eva, idea que se encuentra desde los Padres de la Iglesia. En la teología católica, la intercesión de María nace de la mediación única y principal de Jesucristo, de la cual depende. En ese sentido es una mediación secundaria pero especial por su singular papel en el plan de la salvación. El capítulo VIII de la constitución dogmática Lumen Gentium del Concilio Vaticano II explica la figura de María dentro de la Iglesia católica.
La veneración de la Virgen María en la Iglesia católica se manifiesta a través de la oración, las artes visuales, la poesía y la música, entre otras.

## María, Madre de Dios

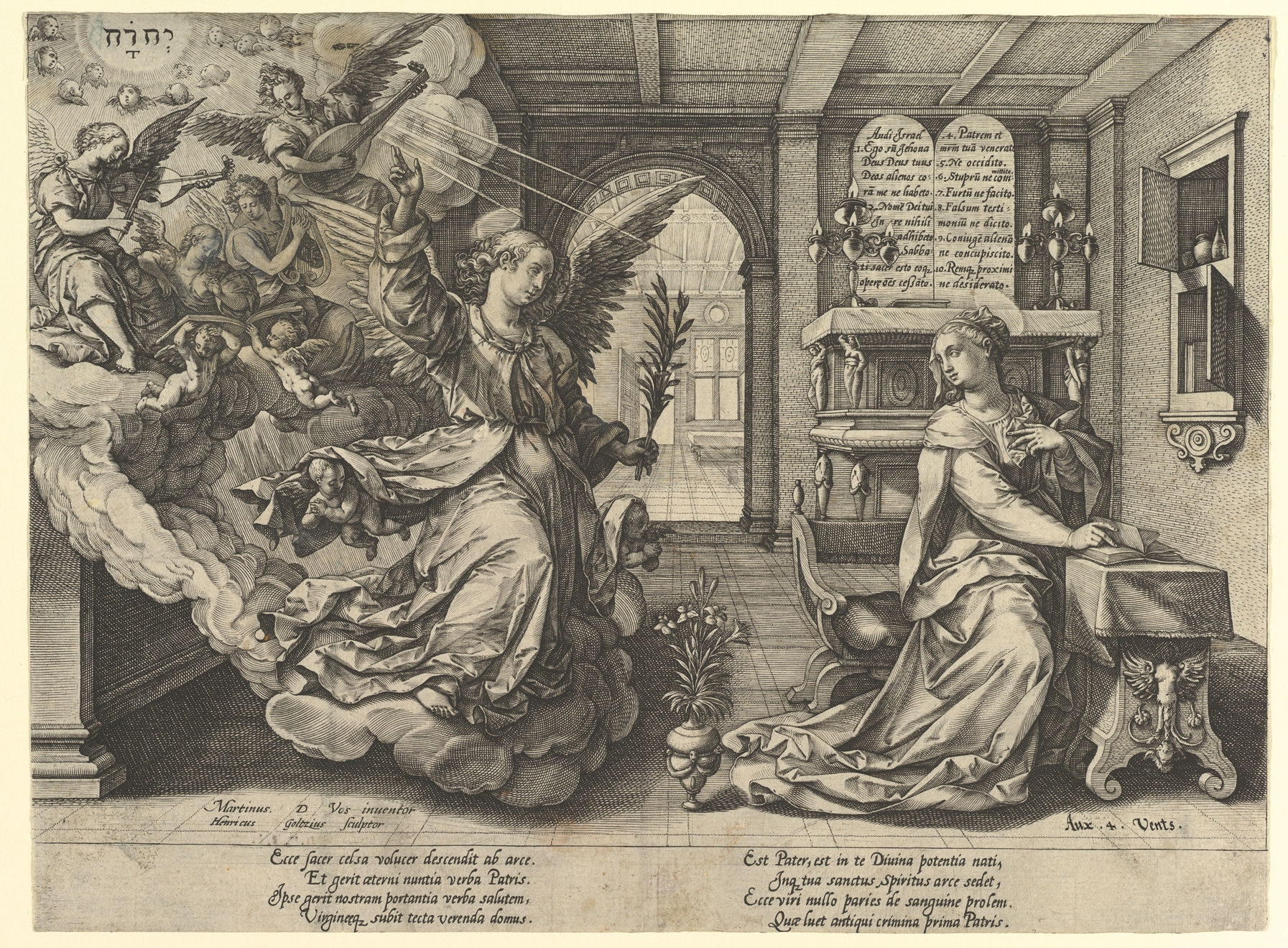
La Anunciación a la Virgen por el ángel Gabriel

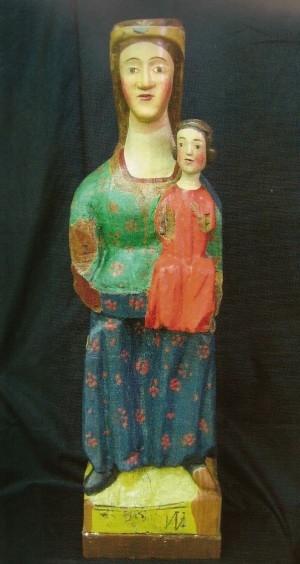
Talla de la Virgen de Cortes. Alcaraz (Albacete)

Para la Iglesia católica, la Virgen María es Madre de Dios en cuanto es verdadera madre de Jesús que es Dios. María no engendró al Verbo (segunda persona de la Trinidad) ya que, como Dios, es eterno, pero sí a Jesús que es el Verbo hecho hombre. El razonamiento que se sigue es común a todo ser: Una madre no engendra el alma sino sólo el cuerpo de su hijo, pero aún con la unión de alma y cuerpo es llamada madre de él. Así María es llamada Madre de Dios ya que engendró el cuerpo de Cristo que está unido substancialmente a la segunda persona de la Trinidad.
Esta maternidad divina, dentro de la teología católica, es la base de todas las prerrogativas que tiene María, siendo la de más alta dignidad.
La divinidad de Jesucristo, según lo entiende la Iglesia católica, se encuentra afirmada en los siguientes textos de la Biblia:

En el principio era el Verbo, el Verbo estaba con Dios y el Verbo era Dios.

Tomás respondió: "¡Señor mío y Dios mío!".

A ellos también pertenecen los patriarcas, de los cuales, según la carne, vino Cristo, el cual es Dios sobre todas las cosas, bendito por los siglos. Amén.

... mientras aguardamos la esperanza bienaventurada y la manifestación gloriosa de nuestro gran Dios y Salvador Jesucristo.

Y fue definida en el Concilio de Nicea, el cual declaró que Jesucristo es consustancial al Padre, es decir, verdadero Dios.
La doctrina de la maternidad divina se encuentra desde los inicios del cristianismo, por ejemplo San Ignacio de Antioquía a fines del siglo I en su epístola a los Efesios dice:

Dios Nuestro Señor Jesucristo nació del seno de María, según la dispensación de Dios, de la semilla de David, por el poder del Espíritu Santo

Pero también halló detractores desde esas épocas tempranas: el caso más claro es el de los gnósticos y el de Nestorio. Los primeros, al distinguir el alma y el cuerpo como contrarios, uno bueno y el otro malo, negaban que un Dios pueda hacerse hombre realmente. Sus doctrinas fueron combatidas por los primeros padres como Justino, Ireneo, Tertuliano.
El ataque más fuerte vino de parte de Nestorio, patriarca de Constantinopla, quien hacía de Jesús un simple alojamiento de la divinidad (Theophoron, ‘portador de dios’) y, por ende, predicando que María no podía ser llamada Madre de Dios a la cual llamaba Christotokos. Su mayor contrincante fue Cirilo de Alejandría quien defendió el título dado por los Padres de la Iglesia a María de Theotokos. Un sínodo en Roma en el año 430 condenó las enseñanzas de Nestorio. El Concilio de Éfeso en 431, luego de gran lucha por parte de los partidarios de Nestorio terminó condenando su doctrina y reafirmando oficialmente como dogma la doctrina de la maternidad divina, al mismo tiempo la personalidad única y divina de Jesucristo bajo las dos naturalezas humana y divina:

Pues, no decimos que la naturaleza del Verbo, transformada, se hizo carne; pero tampoco que se trasmutó en el hombre entero, compuesto de alma y cuerpo; sino, más bien, que habiendo unido consigo el Verbo, según hipóstasis o persona, la carne animada de alma racional, se hizo hombre de modo inefable e incomprensible y fue llamado hijo del hombre, no por sola voluntad o complacencia, pero tampoco por la asunción de la persona sola, y que las naturalezas que se juntan en verdadera unidad son distintas, pero que de ambas resulta un solo Cristo e Hijo; no como si la diferencia de las naturalezas se destruyera por la unión, sino porque la divinidad y la humanidad constituyen más bien para nosotros un solo Señor y Cristo e Hijo por la concurrencia inefable y misteriosa en la unidad... Porque no nació primeramente un hombre vulgar, de la santa Virgen, y luego descendió sobre Él el Verbo; sino que, unido desde el seno materno, se dice que se sometió a nacimiento carnal, como quien hace suyo el nacimiento de la propia carne... De esta manera [los Santos Padres] no tuvieron inconveniente en llamar madre de Dios a la santa Virgen.
Concilio de Éfeso

El Concilio de Calcedonia, en 451, siguió adelante en la profundización de la doctrina:

Siguiendo, pues, a los Santos Padres, todos a una voz enseñamos que ha de confesarse a uno solo y el mismo Hijo, nuestro Señor Jesucristo, el mismo perfecto en la divinidad y el mismo perfecto en la humanidad, Dios verdaderamente, y el mismo verdaderamente hombre de alma racional y de cuerpo, consustancial con el Padre en cuanto a la divinidad, y el mismo consustancial con nosotros en cuanto a la humanidad, semejante en todo a nosotros, menos en el pecado; engendrado del Padre antes de los siglos en cuanto a la divinidad, y el mismo, en los últimos días, por nosotros y por nuestra salvación, engendrado de María Virgen, madre de Dios, en cuanto a la humanidad; que se ha de reconocer a uno solo y el mismo Cristo Hijo Señor unigénito en dos naturalezas, sin confusión, sin cambio, sin división, sin separación, en modo alguno borrada la diferencia de naturalezas por causa de la unión, sino conservando, más bien, cada naturaleza su propiedad y concurriendo en una sola persona y en una sola hipóstasis, no partido o dividido en dos personas, sino uno solo y el mismo Hijo unigénito, Dios Verbo Señor Jesucristo, como de antiguo acerca de Él nos enseñaron los profetas, y el mismo Jesucristo, y nos lo ha trasmitido el Símbolo de los Padres.
Así, pues, después que con toda exactitud y cuidado en todos sus aspectos fue por nosotros redactada esta fórmula, definió el santo y ecuménico Concilio que a nadie será lícito profesar otra fe, ni siquiera escribirla o componerla, ni sentirla, ni enseñarla a los demás.
Concilio de Calcedonia

En el 553, el Segundo Concilio de Constantinopla tomó los doce anatemas contra Nestorio en fórmula dogmática. Estos dos dogmas de la doctrina católica van unidos en su concepción doctrinal: Cristo en sus dos naturalezas pero una sola persona y María como Madre de la persona de Jesús y por ende verdadera Madre de Dios.

Si alguno no confiesa que hay dos nacimientos de Dios Verbo, uno del Padre, antes de los siglos, sin tiempo e incorporalmente; otro en los últimos días, cuando Él mismo bajó de los cielos, y se encarnó de la santa gloriosa madre de Dios y siempre Virgen María, y nació de ella; ese tal sea anatema.

Si alguno dice que uno es el Verbo de Dios que hizo milagros y otro el Cristo que padeció, o dice que Dios Verbo está con el Cristo que nació de mujer o que está en Él como uno en otro; y no que es uno solo y el mismo Señor nuestro Jesucristo, el Verbo de Dios que se encarnó y se hizo hombre, y que de uno mismo son tanto los milagros como los sufrimientos a que voluntariamente se sometió en la carne, ese tal sea anatema.

Si alguno llama a la santa gloriosa siempre Virgen María madre de Dios, en sentido figurado y no en sentido propio, o por relación, como si hubiera nacido un puro hombre y no se hubiera encarnado de ella el Dios Verbo, sino que se refiriera según ellos el nacimiento del hombre a Dios Verbo por habitar con el hombre nacido; y calumnia al santo Concilio de Calcedonia, como si en este impío sentido, inventado por Teodoro, hubiera llamado a la Virgen María madre de Dios; o la llama madre de un hombre o madre de Cristo, como si Cristo no fuera Dios, pero no la confiesa propiamente y según verdad madre de Dios, porque Dios Verbo nacido del Padre antes de los siglos se encarnó de ella en los últimos días, y así la confesó piadosamente madre de Dios el santo Concilio de Calcedonia, ese tal sea anatema.
Segundo Concilio de Constantinopla

## Virginidad Perpetua de María
El dogma católico de la Perpetua Virginidad de María señala que María fue virgen antes, durante y después del parto. El mismo, además de las citas del Segundo Concilio de Constantinopla referidas más arriba ―en la sección referida a la maternidad divina― en las cuales se llama a María "siempre virgen", fue declarado con estas palabras:

Si alguno no confiesa, de acuerdo con los Santos Padres, propiamente y según verdad por madre de Dios a la santa y siempre Virgen María, como quiera que concibió en los últimos tiempos sin semen por obra del Espíritu Santo al mismo Dios Verbo propia y verdaderamente, que antes de todos los siglos nació de Dios Padre, e incorruptiblemente le engendró, permaneciendo ella, aun después del parto, en su virginidad indisoluble, sea condenado.
Concilio de Letrán (649), convocado por el papa san Martín I

La profundización de la fe en la maternidad virginal ha llevado a la Iglesia a confesar la virginidad real y perpetua de María incluso en el parto del Hijo de Dios hecho hombre. En efecto, el nacimiento de Cristo "lejos de disminuir consagró la integridad virginal" de su madre. La liturgia de la Iglesia celebra a María como la Aeiparthenos, la ‘siempre-virgen’.
Catecismo de la Iglesia Católica, 499

La palabra Aeiparthenos señala tanto el aspecto físico de la virginidad como lo moral al no pecar nunca contra la castidad o la pureza.
Los padres de la Iglesia como San Ignacio de Antioquía y San Justino resaltan tanto la concepción maravillosa de Jesucristo como la virginidad de su madre.
La virginidad en la concepción de Jesús nunca fue negada entre la comunidad cristiana, mientras que la virginidad durante el parto fue negada por Tertuliano y muchos años después por Joviniano quien junto a otros seguidores fue condenado por el papa Siricio.

### La Perpetua Virginidad según los Padres de la Iglesia
Ignacio de Antioquía fue segundo obispo de dicho lugar durante el reinado de Trajano (98-117) compuso siete epístolas dirigidas a Éfeso, Magnesia, Trales, Filadelfia y Esmirna, la más importante de todas en relación con este tema, es la que envió a la comunidad Cristiana de Roma antes de morir, 74 años después de la muerte de Jesucristo (107 d. C.).

“... quedó oculta al príncipe de este mundo la virginidad de María y su parto, como también la muerte del Señor: tres misterios clamorosos que fueron cumplidos en el silencio de Dios”
Ignacio de Antioquía

Orígenes Adamantius uno de los tres pilares de la teología cristiana expresó lo siguiente en el año 232 d. C.

“María conservó su virginidad hasta el fin, para que el cuerpo que estaba destinado a servir a la palabra no conociera una relación sexual con un hombre, desde el momento que sobre ella había bajado el Espíritu Santo y la fuerza del Altísimo como sombra. Creo que está bien fundado decir que Jesús se ha hecho para los hombres la primicia de la pureza que consiste en la castidad y María a su vez para las mujeres. No sería bueno atribuir a otra la primicia de la virginidad”
Orígenes

Efren el Sirio(306-373 d. C.) ordenado como diácono y habiendo rechazado el sacerdocio y al episcopado por su carácter humilde declaró lo siguiente:

“¿Cómo hubiera sido posible que aquella que fue morada del Espíritu, que estuvo cubierta con la sombre del poder de Dios, se convirtiera en una mujer de un mortal y diese a luz en el dolor, según la primera maldición?…Una mujer que da a luz con dolores no podría ser llamada bienaventurada. El Señor que entró con las puertas cerradas, salió así del seno virginal, porque esta virgen dio a luz realmente pero sin dolor“
San Efrén

## Inmaculada Concepción

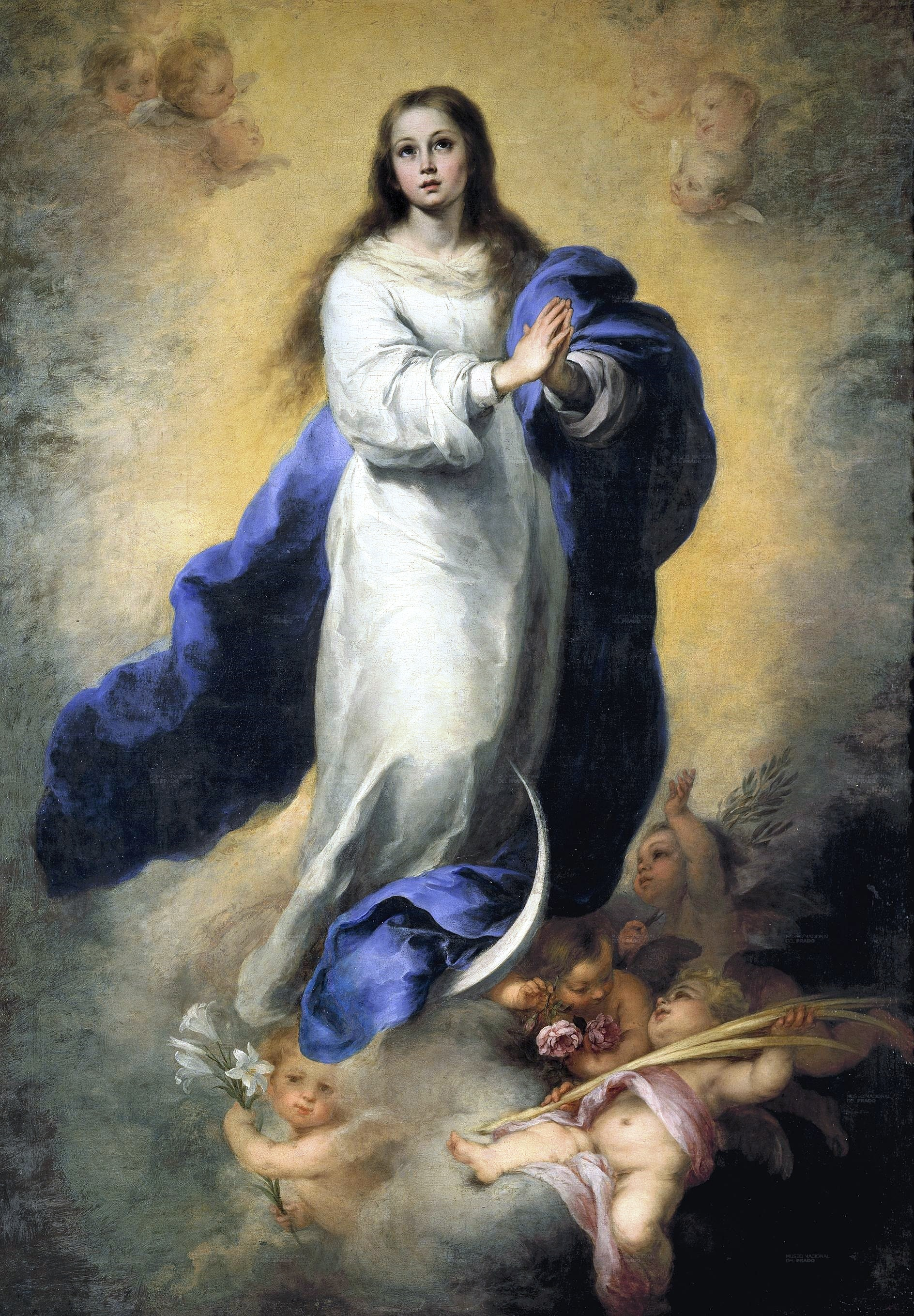
Representación de la Inmaculada Concepción por Murillo.

El dogma católico de la Inmaculada Concepción fue definido con las siguientes palabras:

Después de ofrecer sin interrupción a Dios Padre, por medio de su Hijo, con humildad y penitencia, nuestras privadas oraciones y las públicas de la Iglesia, para que se dignase dirigir y afianzar nuestra mente con la virtud del Espíritu Santo, implorando el auxilio de toda corte celestial, e invocando con gemidos el Espíritu Paráclito, e inspirándonoslo Él mismo, para honra de la santa e individua Trinidad, para gloria y prez de la Virgen Madre de Dios, para exaltación de la fe católica y aumento de la cristiana religión, con la autoridad de nuestro Señor Jesucristo, con la de los santos apóstoles Pedro y Pablo, y con la nuestra: declaramos, afirmamos y definimos que ha sido revelada por Dios, y de consiguiente, que debe ser creída firme y constantemente por todos los fieles, la doctrina que sostiene que «la Santísima Virgen María fue preservada inmune de toda mancha de culpa original, en el primer instante de su concepción, por singular gracia y privilegio de Dios omnipotente, en atención a los méritos de Jesucristo, Salvador del género humano». Por lo cual, si algunos presumieren sentir en su corazón contra los que Nos hemos definido, que Dios no lo permita, tengan entendido y sepan además que se condenan por su propia sentencia, que han naufragado en la fe, y que se han separado de la unidad de la Iglesia, y que además, si osaren manifestar de palabra o por escrito o de otra cualquiera manera externa lo que sintieren en su corazón, por lo mismo quedan sujetos a las penas establecidas por el derecho.
Bula Dogmática Ineffabilis Deus, Pío IX

María también necesitó de los méritos de la redención de Jesucristo pero que la preservaron del pecado original (es lo que en teología se conoce como redemptio praeservativa o praeredemptio) a diferencia de la redención que tiene el resto de los hombres que son liberados de un pecado original que ya existe en ellos (redemptio reparativa).
Aunque como dogma fue proclamado el 8 de diciembre de 1854 por el papa Pío IX en la bula Ineffabilis Deus arriba citada, la doctrina de la Inmaculada tuvo un desarrollo histórico: la idea ya estaba insinuada en los Padres de la Iglesia como San Efrén y aunque en el oriente ya existía la fiesta de la Concepción de Santa Ana desde el siglo VII es Eadmer, discípulo de San Anselmo de Canterbury, el primero en escribir una obra defendiendo la concepción inmaculada. En el siglo XII surge la controversia ya que no se lograba armonizar la doctrina de la universalidad del pecado original y la necesidad de la redención con la idea de una concepción inmaculada. La discusión tomó dos posturas representadas por los dominicos y los franciscanos, esta última en defensa de la doctrina con Guillermo de Ware y Juan Duns Scoto como representantes, de este último es famosa su frase que sirvió como prueba especulativa: «Potuit, decuit, ergo fecit» (‘pudo, quiso, lo hizo’). Después del medievo se hallan diversos rastros de declaraciones oficiales que no negaban la doctrina, como la condena de Miguel Bayo (1513-1589) por el papa Pío V en 1567, Bayo afirmaba que nadie, excepto Cristo, había sido librado del pecado original, y que la muerte y dolores de María eran castigos de pecados actuales o del pecado original. La doctrina llega a su definición dogmática en 1854.

## Asunción de María

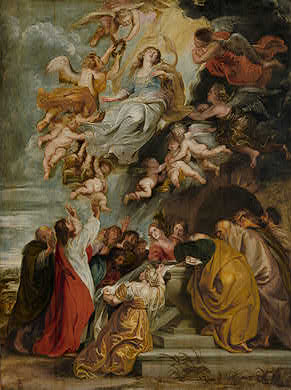
Estudio de Peter Paul Rubens. La asunción de la Virgen. H. 1625 (?).

El dogma católico de la Asunción de María, definido como tal en 1950, señala que María, en toda su persona: cuerpo y alma (sin ser dualista) y en toda su integridad goza de la glorificación a la cual están llamados todos los seres humanos porque la forma dogmática no incluye el término "privilegio". María es modelo y paradigma de esperanza en la vida después de la vida.

Por tanto, después de elevar a Dios muchas y reiteradas preces e invocar la luz del Espíritu de la Verdad, para gloria de Dios omnipotente, que otorgó a la Virgen María su peculiar benevolencia; para honor de su Hijo, Rey inmortal de los siglos y vencedor del pecado y de la muerte; para acrecentar la gloria de esta misma augusta Madre y para gozo y alegría de toda la Iglesia, por la autoridad de Nuestro Señor Jesucristo, de los bienaventurados apóstoles Pedro y Pablo y por la nuestra, pronunciamos, declaramos y definimos ser dogma divinamente revelado, que la Inmaculada Madre de Dios, siempre Virgen María, terminado el curso de su vida terrena fue asunta en cuerpo y alma a la gloria celestial.
Constitución Apostólica Munificentissimus Deus, Pío XII

Este dogma no encuentra relatos bíblicos que lo sustenten, sino que se basa en la tradición. Entre los Padres de la Iglesia, los primeros en referirse a la asunción son san Efrén y san Epifanio. A partir del siglo V se componen numerosos relatos apócrifos denominados Transitus Mariae u Obsequia Virginis, que narran la muerte de María y su posterior resurrección o asunción (según la tradición que sigan). A partir del siglo VI se celebra tanto en Oriente como en Occidente una fiesta mariana el 15 de agosto que bajo diversos nombres (Dormitio, Assumptio, Transitus, Pausatio, Dies natalis) celebra la muerte de María o su asunción. Del siglo VII al siglo X, los autores eclesiásticos se dividen. Unos aceptan la asunción de María; otros la muerte normal de María que espera la resurrección o consideran que no se sabe cuál fue el destino final de la Virgen. A partir del siglo X se asume la convicción piadosa de que María fue asunta al cielo tanto en Oriente como en Occidente. El hecho de que en el ámbito protestante se negara la asunción de María muestra que era considerada una doctrina cierta, a pesar de no haber sido definida dogmáticamente. La primera petición a Roma pidiendo la definición fue presentada por Cesáreo Shguanin en el siglo XVIII. A esta siguieron otras muchas, entre ellas la de Isabel II de España. En 1946, Pío XII envió la encíclica Deiparae Virginis a todos los obispos católicos, consultando si deseaban y veían posible esta definición. Dada la respuesta afirmativa mayoritaria definió el dogma el 1 de noviembre de 1950 en la Constitución Apostólica Munificentissimus Deus, citada más arriba. Al hacerlo, evitó pronunciarse sobre la cuestión de si la Virgen murió y fue inmediatamente resucitada, o si fue asunta al cielo sin pasar por la muerte, eligiendo cuidadosamente las palabras "terminado el curso de su vida terrena".
Es el papa Juan Pablo II quien nos precisa que “el cuerpo de María fue glorificado después de su muerte. En efecto, mientras para los demás hombres la resurrección de los cuerpos tendrán lugar al fin del mundo, para María la glorificación de su cuerpo se anticipó por singular privilegio” (Audiencia general del 2 de noviembre de 1998, n.º 1).

## Algunas citas de los santos sobre María
26 A los seis meses, Dios mandó al ángel Gabriel a un pueblo de Galilea llamado Nazaret, 27 donde vivía una joven llamada María; era virgen, pero estaba comprometida para casarse con un hombre llamado José, descendiente del rey David. 28 El ángel entró en el lugar donde ella estaba, y le dijo:

—¡Salve, llena de gracia! El Señor está contigo.
29 María se sorprendió de estas palabras, y se preguntaba qué significaría aquel saludo. 30 El ángel le dijo:
—María, no tengas miedo, pues tú gozas del favor de Dios. 31 Ahora vas a quedar encinta: tendrás un hijo, y le pondrás por nombre Jesús. 32 Será un gran hombre, al que llamarán Hijo del Dios altísimo, y Dios el Señor lo hará Rey, como a su antepasado David, 33 para que reine por siempre sobre el pueblo de Jacob. Su reinado no tendrá fin.
34 María preguntó al ángel:
—¿Cómo podrá suceder esto, si no vivo con ningún hombre?
35 El ángel le contestó:

—El Espíritu Santo vendrá sobre ti, y el poder del Dios altísimo se posará sobre ti. Por eso, el niño que va a nacer será llamado Santo e Hijo de Dios.
San Gabriel Arcángel

¡Tú eres bendita entre todas las mujeres y bendito es el fruto de tu vientre! ¿Quién soy yo, para que la madre de mi Señor venga a visitarme? Apenas oí tu saludo, el niño saltó de alegría en mi seno. ¡Feliz de ti por haber creído que se cumplirá lo que te fue anunciado de parte del Señor!
Santa Isabel

Nosotros comprendemos que El (Cristo) se hizo hombre por medio de la Virgen, a fin de que la desobediencia provocada por la serpiente terminase por el mismo camino por donde había comenzado. En efecto, Eva, virgen e intacta, habiendo concebido la palabra de la serpiente, dio a luz la desobediencia y la muerte; en cambio, la Virgen María, habiendo concebido fe y alegría, cuando el ángel Gabriel le anunció que el Espíritu del Señor vendría sobre Ella y que la virtud del Altísimo la cubriría con su sombra, de modo que el Ser santo nacido de Ella sería Hijo de Dios, respondió: «Hágase en mí según tu palabra.» Nació, pues, de Ella Aquel de quien hablan tanto las Escrituras... Por El, Dios arruina el imperio de la serpiente y de los que, sean ángeles o sean hombres, se han hecho como ella, y Dios libera de la muerte a los que se arrepienten y creen en El.
San Justino (mártir y Padre de la Iglesia, f.165?)

Como por causa de una virgen desobediente, el hombre fue herido, cayó y murió, así por causa todavía de una virgen obediente a la Palabra de Dios, fue resucitado y tomó de nuevo la vida. El Señor, en efecto, ha venido a buscar la oveja perdida, es decir, el hombre que se había perdido. Por esto, no se formó un cuerpo diverso, sino que por medio de aquella que descendía de Adán, conservó la semejanza de aquel cuerpo. Adán, en efecto, fue recapitulado en Cristo, para que esto que es mortal fuera engullido en la inmortalidad, y Eva en María, para que una virgen convertida en abogada de una virgen disolviese y anulase con su obediencia de virgen la desobediencia de una virgen.
San Ireneo de Lyon (mártir y Padre de la Iglesia, f.202)

Señora Nuestra Santísima, Madre de Dios, llena de gracia: Tú eres la gloria de nuestra naturaleza humana, por donde nos llegan los regalos de Dios. Eres el ser más poderoso que existe, después de la Santísima Trinidad; la Mediadora de todos nosotros ante el mediador que es Cristo; Tú eres el puente misterioso que une la tierra con el cielo, eres la llave que nos abre las puertas del Paraíso; nuestra Abogada, nuestra Intercesora. Tú eres la Madre de Aquel que es el ser más misericordioso y más bueno. Haz que nuestra alma llegue a ser digna de estar un día a la derecha de tu Único Hijo, Jesucristo. Amén!!.
San Efrén de Siria (Padre y Doctor de la Iglesia, f.373; Títulos de la Virgen Santísima)

Creamos, pues, en Jesucristo, nuestro Señor, nacido del Espíritu Santo y de la virgen María. Pues también la misma bienaventurada María concibió creyendo a quien alumbró creyendo.

Después de habérsele prometido el hijo, preguntó cómo podía suceder eso, puesto que no conocía varón. En efecto, solo conocía un modo de concebir y dar a luz; aunque personalmente no lo había experimentado, había aprendido de otras mujeres ―la naturaleza es repetitiva― que el hombre nace del varón y de la mujer. El ángel le dio por respuesta: "El Espíritu Santo vendrá sobre ti y el poder del Altísimo te cubrirá con su sombra; por eso, lo que nazca de ti será santo y será llamado Hijo de Dios". Tras estas palabras del ángel, ella, llena de fe y habiendo concebido a Cristo antes en su mente que en su seno, dijo: He aquí la esclava del Señor; hágase en mí según tu palabra. Cúmplase, dijo, el que una virgen conciba sin semen de varón; nazca del Espíritu Santo y de una mujer virgen aquel en quien renacerá del Espíritu Santo la Iglesia, virgen también. Llámese Hijo de Dios a aquel santo que ha de nacer de madre humana, pero sin padre humano, puesto que fue conveniente que se hiciese hijo del hombre el que de forma admirable nació de Dios Padre sin madre alguna; de esta forma, nacido en aquella carne, cuando era pequeño, salió de un seno cerrado, y en la misma carne, cuando era grande, ya resucitado, entró por puertas cerradas. Estas cosas son maravillosas, porque son divinas; son inefables, porque son también inescrutables; la boca del hombre no es suficiente para explicarlas, porque tampoco lo es el corazón para investigarlas.Creyó María, y se cumplió en ella lo que creyó.Creamos también nosotros para que pueda sernos también provechoso lo que se cumplió. Aunque también este nacimiento sea maravilloso, piensa, sin embargo, ¡oh hombre!, qué tomó por ti tu Dios, qué el creador por la criatura: Dios que permanece en Dios, el eterno que vive con el eterno, el Hijo igual al Padre, no desdeñó revestirse de la forma de siervo en beneficio de los siervos, reos y pecadores. Y esto no se debe a méritos humanos, pues más bien merecíamos el castigo por nuestros pecados; pero, si hubiese puesto sus ojos en nuestras maldades, ¿quién los hubiese resistido?Así, pues, por los siervos impíos y pecadores, el Señor se dignó nacer, como siervo y hombre, del Espíritu Santo y de la virgen María.
San Agustín (Padre y Doctor de la Iglesia, f.430; Sermón 215,4)

Atiende a lo que dice Cristo, el Señor, extendiendo la mano hacia sus discípulos: "He aquí mi madre y mis hermanos". Y luego: "El que hace la voluntad de mi Padre, que me envió, ese es mi hermano, mi hermana y mi madre". ¿ Acaso la Virgen María no hizo la voluntad del Padre, ella que creyó por la fe, que concibió por la fe?... Santa María hizo, sí, la voluntad del Padre, y por consiguiente... María fue bienaventurada, porque, antes de dar a luz al Maestro, lo llevó en su seno.
Ved si lo que digo no es verdad. Cuando el Señor pasaba, seguido por la muchedumbre y haciendo milagros, una mujer se puso a decir: "¡Feliz y bienaventurado, el pecho qué te llevó!" ¿ Y qué le replicó el Señor, para evitar que se coloque la felicidad en la carne? "¡ Feliz más bien aquellos qué escuchan la palabra de Dios y la cumplen!". Pues, María es bienaventurada también porque oyó la palabra de Dios y la cumplió: su alma guardó la verdad más, que su pecho guardó la carne. La Verdad, es Cristo; la carne, es Cristo. La verdad, es Cristo en el corazón de María; la carne, es Cristo en el seno de María. Lo que está en el alma es más que lo que está en el seno. ¡Santa María, bienaventurada María!...
Pero vosotros, queridísimos, mirad: vosotros sois miembros Cristo, y sois el cuerpo del Cristo (1Co 12,27)... «El que escucha y hace la voluntad de mi Padre que está en los cielos, ése es mi hermano, mi hermana, mi madre"... Porque solo hay una herencia. Y es por eso que Cristo, aunque era el Hijo único, no quiso ser único; en su misericordia, quiso que fuéramos herederos del Padre, que fuéramos herederos con Él (Rm 8,17).
San Agustín (Padre y Doctor de la Iglesia, f.430; Sermón sobre el Evangelio de Mateo, n.° 25, 7-8)

Todo el mundo espera la respuesta de María.

Oíste, Virgen, que concebirás y darás a luz a un hijo; oíste que no será por obra de varón, sino por obra del Espíritu Santo. Mira que el Ángel aguarda tu respuesta, porque ya es tiempo que se vuelva al Señor que lo envió. También nosotros, los condenados infelizmente a muerte por la divina sentencia, esperamos, Señora, esta palabra de misericordia.
Se pone entre tus manos el precio de nuestra salvación; en seguida seremos librados si consientes. Por la Palabra eterna de Dios fuimos todos creados, y a pesar de eso morimos; mas por tu breve respuesta seremos ahora restablecidos para ser llamados de nuevo a la vida.
Esto te suplica, oh piadosa Virgen, el triste Adán, desterrado del paraíso con toda su miserable posteridad. Esto Abrahán, esto David, con todos los santos antecesores tuyos, que están detenidos en la región de la sombra de la muerte; esto mismo te pide el mundo todo, postrado a tus pies.
Y no sin motivo aguarda con ansia tu respuesta, porque de tu palabra depende el consuelo de los miserables, la redención de los cautivos, la libertad de los condenados, la salvación, finalmente, de todos los hijos de Adán, de todo tu linaje.
Da pronto tu respuesta. Responde presto al Ángel, o, por mejor decir, al Señor por medio del Ángel; responde una palabra y recibe al que es la Palabra; pronuncia tu palabra y concibe la divina; emite una palabra fugaz y acoge en tu seno a la Palabra eterna.
¿Por qué tardas? ¿Qué recelas? Cree, di que sí y recibe. Que tu humildad se revista de audacia, y tu modestia de confianza. De ningún modo conviene que tu sencillez virginal se olvide aquí de la prudencia. En este asunto no temas, Virgen prudente, la presunción; porque, aunque es buena la modestia en el silencio, más necesaria es ahora la piedad en las palabras.
Abre, Virgen dichosa, el corazón a la fe, los labios al consentimiento, las castas entrañas al Criador. Mira que el deseado de todas las gentes está llamando a tu puerta. Si te demoras en abrirle, pasará adelante, y después volverás con dolor a buscar al amado de tu alma. Levántate, corre, abre. Levántate por la fe, corre por la devoción, abre por el consentimiento.

Aquí está —dice la Virgen— la esclava del Señor; hágase en mí según tu palabra.
San Bernardo de Claraval (doctor de la Iglesia, llamado también Doctor Mariano, f.1153; «Homilías sobre las excelencias de la Virgen Madre», Homilía 4, 8-9: Ópera Omnia, edición cisterciense, 4 [1966] 53-54).

Oh bienaventurada y dulcísima Virgen María, Madre de Dios, toda llena de misericordia, hija del Rey supremo, Señora de los Ángeles, Madre de todos los creyentes: hoy y todos los días de mi vida, deposito en el seno de tu misericordia mi cuerpo y mi alma, todas mis acciones, pensamientos, intenciones, deseos, palabras, obras; en una palabra, mi vida entera y el fin de mi vida; para que por tu intercesión todo vaya enderezado a mi bien, según la voluntad de tu amado Hijo y Señor nuestro Jesucristo, y tú seas para mi, oh Santísima Señora mía, consuelo y ayuda contra las asechanzas y lazos del dragón y de todos mis enemigos.

Dígnate alcanzarme de tu amable Hijo y Señor nuestro Jesucristo, gracias para resistir con vigor a las tentaciones del mundo, demonio y carne, y mantener el firme propósito de nunca más pecar, y de perseverar constante en tu servicio y en el de tu Hijo.
También te ruego, oh Santísima Señora mía, que me alcances verdadera obediencia y verdadera humildad de corazón, para que me reconozca sinceramente por miserable y frágil pecador, impotente no solo para practicar una obra buena, sino aun para rechazar los continuos ataques del enemigo, sin la gracia y auxilio de mi Creador y sin el socorro de tus santas preces.
Consígueme también, oh dulcísima Señora mía, castidad perpetua de alma y cuerpo, para que con puro corazón y cuerpo casto, pueda servirte a ti y a tu Hijo en tu Religión.
Concédeme pobreza voluntaria, unida a la paciencia y tranquilidad de espíritu para sobrellevar los trabajos de mi Religión y ocuparme en la salvación propia y de mis prójimos.
Alcánzame, oh dulcísima Señora, caridad verdadera con la cual ame de todo corazón a tu Hijo Sacratísimo y Señor nuestro Jesucristo, y después de él a ti sobre todas las cosas, y al prójimo en Dios y para Dios: para que así me alegre con su bien y me contriste con su mal, a ninguno desprecie ni juzgue temerariamente, ni me anteponga a nadie en mi estima propia.
Haz, oh Reina del cielo, que junte en mi corazón el temor y el amor de tu Hijo dulcísimo, que le dé continuas gracias por los grandes beneficios que me ha concedido no por mis méritos, sino movido por su propia voluntad, y que haga pura y sincera confesión y verdadera penitencia por mis pecados, hasta alcanzar perdón y misericordia.

Finalmente te ruego que en el último momento de mi vida, tú, única madre mía, puerta del cielo y abogada de los pecadores, no consientas que yo, indigno siervo tuyo, me desvíe de la santa fe católica, antes usando de tu gran piedad y misericordia me socorras y me defiendas de los malos espíritus, para que, lleno de esperanza en la bendita y gloriosa pasión de tu Hijo y en el valimiento de tu intercesión, consiga de él por tu medio el perdón de mis pecados, y al morir en tu amor y en el amor de tu Hijo, me encamines por el sendero de la salvación y salud eterna. Amén.
Santo Tomás de Aquino (Doctor de la Iglesia, f.1274)

Por medio de la Santísima Virgen vino Jesucristo al mundo y por medio de Ella debe también reinar en el mundo. 
Confieso, con toda la Iglesia, que siendo María una simple criatura salida de las manos del Altísimo, comparada con tan infinita Majestad, es menos que un átomo, o, mejor, es nada, porque solo Él es el que es. Por consiguiente, este gran señor siempre independiente y suficiente a Sí mismo, no tiene ni ha tenido absoluta necesidad de la Santísima Virgen para realizar su voluntad y manifestar su gloria. Le basta querer para hacerlo todo. 
Afirmo, sin embargo, que dadas las cosas como son, habiendo querido Dios comenzar y acabar sus mayores obras por medio de la Santísima Virgen desde que la formó, es de creer que no cambiará jamás de proceder: es Dios y no cambia ni en sus sentimientos ni en su manera de obrar. 
La Iglesia, con el Espíritu Santo, bendice primero a la Santísima Virgen y después a Jesucristo: «Bendita tú entre las mujeres y bendito el fruto de tu vientre, Jesús». Y esto, no porque la Virgen María sea mayor que Jesucristo o igual a Él lo cual sería intolerable herejía sino porque para bendecir más perfectamente a Jesucristo hay que bendecir primero a María. Digamos, pues, con todos los verdaderos devotos de la Santísima Virgen y contra sus falsos devotos escrupulosos. «María, bendita tú eres entre todas las mujeres y bendito es el fruto de tu vientre, Jesús».
San Luis María Grignion de Montfort (f. 1716; Tratado de la verdadera devoción a la Santísima Virgen, puntos 1, 14, 15 y 95)

Acostumbran los amantes hablar con frecuencia de las personas que aman y alabarlas para cautivar para el objeto de su amor la estima y las alabanzas de los demás. Muy escaso debe ser el amor de quienes se vanaglorian de amar a María, pero después no piensan demasiado en hablar de ella y hacerla amar de los demás. No actúan así los verdaderos amantes de nuestra Señora. Ellos quieren alabarla sobre todo y verla muy amada por todos. Por eso, siempre que pueden, en público y en privado, tratan de encender en el corazón de todos aquellas benditas llamas de amor a su amada Reina, en las que se sienten inflamados. 
No solo María santísima es reina del cielo y de los santos, sino que también ella tiene imperio sobre el infierno y los demonios por haberlos derrotado valientemente con su poder. Ya desde el principio de la Humanidad, Dios predijo a la serpiente infernal la victoria y el dominio que había de ejercer sobre él nuestra reina al anunciar que vendría al mundo una mujer que lo vencería: “Pondré enemistades entre ti y la mujer... Ella quebrantará tu cabeza” (Gn 3, 15). ¿Y quién fue esta mujer su enemiga sino María, que con su preciosa humildad y vida santísima siempre venció y abatió su poder? “En aquella mujer fue prometida la Madre de nuestro Señor Jesucristo”, dice san Cipriano. Y por eso argumenta que Dios no dijo “pongo”, sino “pondré”, para que no se pensara que se refería a Eva. Dice pondré enemistad entre ti y la mujer para demostrar que esta triunfadora de Satán no era la Eva allí presente, sino que debía de ser otra mujer hija suya que había de proporcionar a nuestros primeros padres mayor bien, dice san Vicente Ferrer, que aquellos de que nos habían privado al cometer el pecado original. María es, pues, esa mujer grandiosa y fuerte que ha vencido al demonio y le ha aplastado la cabeza abatiendo su soberbia, como lo dijo Dios: “Ella quebrantará tu cabeza”. Cuestionan algunos si estas palabras se refieren a María o a Jesucristo, porque los Setenta traducen: “Él quebrantará tu cabeza...”. 
Pero en cualquier caso, sea el Hijo por medio de la Madre o la Madre por virtud del Hijo, han desbaratado a Lucifer y, con gran despecho suyo, ha quedado aplastado y abatido por esta Virgen bendita, como dice san Bernardo. Por lo cual vencido en la batalla, como esclavo, se ve forzado a obedecer las órdenes de esta reina. “Bajo los pies de María, aplastado y triturado, sufre absoluta servidumbre”. Dice san Bruno que Eva, al dejarse vencer de la serpiente nos acarreó tinieblas y muerte; pero la santísima Virgen, venciendo al demonio nos trajo la luz y la vida. Y lo amarró de modo que el enemigo no puede ni moverse ni hacer el menor mal a sus devotos.
San Alfonso María de Ligorio (Doctor de la Iglesia, f.1787; Las Glorias de María, Introducción y María vence al mal)

Todo en honor de Jesús, pero por medio de María. Todo por María, para llevar hacia Jesús. 
Nuestra Comunidad pertenece por completo a Nuestra Señora la Madre de Dios. Nuestras actividades deben estar dirigidas a hacerla amar, estimar y glorificar. Inculquemos su devoción a nuestros jóvenes, y así los llevaremos más fácilmente hacia Jesucristo.
San Marcelino Champagnat (Fundador de los Hermanos Maristas, f.1840)

Hagan de sus familias un solo corazón lleno de amor en el Corazón de Jesús a través de María. Y esto ha sido para las Misioneras de la Caridad el regalo mayor: la Madre de Jesús. Y nosotros rezamos el Rosario adonde quiera que vamos, en las calles, o en ómnibus, dondequiera, y naturalmente el Rosario es nuestra "oración familiar".
Santa Teresa de Calcuta (f.1997)

## Oraciones marianas
Entre las más populares de las oraciones a la Virgen María se encuentran:
- El Ave María.
- El Santo Rosario, donde se meditan los principales misterios cristianos.
- Las tres avemarías dedicadas a María en su relación con la Trinidad: el poder que le concedió el Padre, la sabiduría que le concedió el Hijo y el amor que le concedió el Espíritu Santo (Véase el artículo Matilde de Hackeborn).
- La Salve o Salve Regina.
- El Ángelus que se reza cotidianamente al mediodía.
- El Regina Coeli que sustituye al Angelus en el tiempo litúrgico de la Pascua católica.
- El Memorare, oración Mariana atribuida a San Bernardo de Claraval, conocida por su primera palabra, "Acordaos".
- Las Letanías lauretanas, letanías dedicadas a la virgen María.
- El Magnificat, cántico de María aparecido en el Nuevo Testamento.
- La Coronilla de Nuestra Señora de las Lágrimas.

## Apariciones marianas
El papel importante de María en la fe y práctica dentro del catolicismo se expresa en los templos dedicados a ella, algunas veces estos templos son llamados Santuarios que sirven de señal de una manifestación especial de María, un milagro o una aparición. Un ejemplo típico es el famoso santuario de la Virgen de Lourdes en Francia, la Virgen de Guadalupe en México, que tiene su raíz primigenia en la Patrona de la Hispanidad del Real Monasterio de Santa María de Guadalupe, (Extremadura, España) o el de Nuestra Senõra de Fátima en Portugal.

## Citas bíblicas
1. ↑  Lucas 1:38
2. ↑  Génesis 3:6
3. ↑  1 Timoteo 2:5-6
4. ↑  Juan 1:1
5. ↑  Juan 20:28
6. ↑  Romanos 9:5
7. ↑  Tito 2:13
8. ↑  Hebreos 4:15
9. ↑  Lucas 1,26-36
10. ↑  Lucas 1:42-45
11. ↑  Mateo 12:49-50